# Geroptera
Geroptera је ред карбонских крилатих инсеката сродних вилинским коњицима, који обухвата само једну фамилију, пронађену у фосилним налазима у Аргентини. По појединим карактеристикама ови инсекти наликују и представницима групе Palaeodictyopterida. Екологија ларви, која би разјаснила основне кораке у еволуцији палеоптерних инсеката, и даље је непозната.